# Goelag

De locatie van de kampen

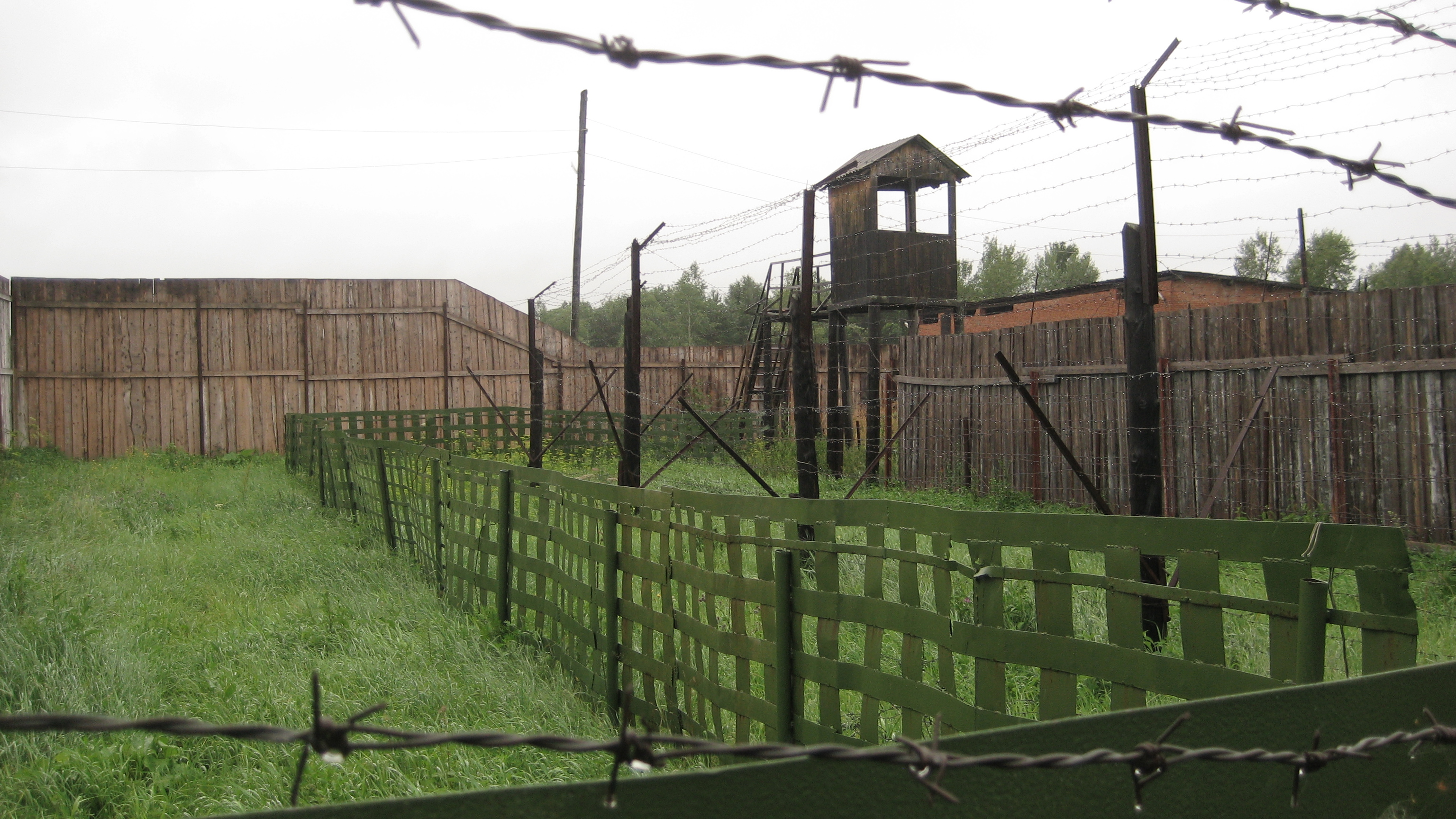
Het hek van het oude Goelagkamp in Perm-36, opgericht in 1943. Dit kamp werd omgebouwd tot een museum. Veel Oekraïense nationalisten werden onderdrukt en in dit kamp vastgehouden.

Goelag (Russisch: ГУЛАГ uitspraakⓘ) was in de Sovjet-Unie de overheidsdienst die verantwoordelijk was voor straf- en werkkampen. De term wordt ook gebruikt om deze kampen zelf aan te duiden. Goelag is een acroniem voor het Russische Главное управление исправительно-трудовых лагерей (Glavnoje oepravlenieje ispravitelno-troedovych lagerej), oftewel "Hoofddirectoraat voor opvoedings- en werkkampen".
In totaal stierven in de goelags gedurende enkele decennia ruim anderhalf miljoen mensen (zie het hoofdstuk "Aantal slachtoffers"), zowel Sovjetburgers als buitenlanders (onder andere Duitse en Japanse krijgsgevangenen, Polen en Finnen).

## Geschiedenis

### De stalinistische periode
De organisatie genaamd 'Goelag' werd opgericht in 1930 om de vele al bestaande kampen en gevangenissen in de hele Sovjet-Unie (USSR), die in Rusland bekendstonden onder de naam katorga, te beheren. Al in 1918 opende het communistische bewind onder leiding van Lenin de eerste kampen. Tot 1929 was er echter geen sprake van een volledig georganiseerde structuur. Het kamp op de Solovetski-eilanden was tot dan toe het enige echt georganiseerde kamp.
Op 27 juni 1929 nam het politbureau de oekaze "over het gebruik van arbeid van veroordeelde criminelen" aan, waarmee in feite de basis werd gelegd voor de Goelag. In het besluit werd bevolen dat een netwerk van kampen zou moeten worden opgericht in afgelegen gedeelten van het land om deze te bevolken en natuurlijke hulpbronnen te ontwikkelen door gebruik te maken van dwangarbeid. 
Dit kampensysteem werd aanvankelijk door de Sovjetleiders voorzien als een netwerk van kleine kampen met een totale capaciteit van maximaal 50.000 gevangenen. Door de "dekoelakisatie" en gedwongen collectivisatie veranderden deze plannen. Binnen luttele maanden werden duizenden kleine boeren verbannen. Op 1 januari 1930 zaten al 180.000 mensen gevangen, wat dus veel meer was dan vooraf was berekend. Al deze gevangenen moesten een plek krijgen in de werkzaamheden. Daarop werden in hoog tempo een aantal projecten opgezet, zoals het graven van het Witte Zeekanaal, Moskoukanaal, de stichting van de Dalstroj voor de goudexploitatie van de Kolyma en de aanleg van de spoorlijn Baikal-Amoer.

### Vijand van het Volk
Vooral onder het bewind van Jozef Stalin (het stalinisme) zijn veel mensen naar de kampen gestuurd. Volgens officiële partijstatistieken, die in 1993 werden vrijgegeven door de Russische overheid, zouden in 1939, dus vlak na de periode van de Grote Zuivering, 2.022.976 mensen gevangen hebben gezeten. Een wetsartikel tegen staatsvijandige activiteiten, het beruchte Artikel 58, maakte het mogelijk om letterlijk iedereen op te sluiten, onder de noemer Vijand van het Volk. Hierbij waren politieke tegenstanders (zogenaamde contrarevolutionairen of kontras, ook wel kontriks) en geestelijken, maar ook bijvoorbeeld zogenaamde klassenvijanden (bijvoorbeeld personen van adellijke komaf), filatelisten (wegens verdachte belangstelling voor het buitenland), gehandicapten (wegens 'anti-Sovjetpropaganda'), en later ook mensen die tijdens de Tweede Wereldoorlog dwangarbeid in Duitsland hadden verricht (wegens hulp aan de vijand). 
Bepaalde volkeren die de politiek van russificatie in de weg stonden moesten het extra ontgelden, zoals de Baltische volkeren en West-Oekraïners. Na de Poolse Veldtocht werden honderdduizenden Polen uit het door de Sovjet-Unie bezette oosten van Polen naar de goelag gestuurd. Een van hen, Gustaw Herling-Grudziński, schreef het eerste boek (A World Apart, 1951) over de goelag dat in het westen gepubliceerd werd. Meer dan een miljoen goelaggevangenen werd "vrijgelaten", om in het Rode Leger te dienen tijdens de Tweede Wereldoorlog. Meer dan de helft van alle goelagdoden uit de periode 1934-1953 viel tijdens de oorlogsjaren.
Terwijl de kampen in de Sovjet-Unie een belangrijke schakel in de economie vormden, onder andere vanwege het winnen van delfstoffen, het graven van kanalen en het bouwen van steden, waren de omstandigheden in de werkkampen bijzonder slecht. De gevangenen kregen onvoldoende voedsel, slechte kleding, werden mishandeld en moesten vaak werken tot ze dood neervielen.

### Regimeverzwaring
In 1937, het hoogtepunt van de Grote Zuivering, stopte de lippendienst van de sovjet-propaganda aan het ideaal van 'de heropvoeding van de crimineel' (zoals ooit gepropageerd door Gorki en de zijnen).
Er werd een ongehoorde regimeverzwaring in de goelags doorgevoerd: de status van de kampen waar veel politieke gevangenen verbleven, veranderde; de term vijand des volks werd nu een officiële term in de goelagcorrespondentie (tussen de kampcommandanten en het bewind in Moskou) en de propaganda beschreef de gevangenen als Vijanden van de Revolutie, iets wat nog lager stond dan tweebenige beesten, als ongedierte en als onkruid dat gewied moest worden.
Ook de familie (vrouwen en kinderen) van politici kon nu veroordeeld worden als Lid van de familie van een Vijand van de Revolutie en in de goelag verdwijnen. De politici werden verwijderd van hun werkplek en kregen vanaf nu alleen het allerzwaarste ongeschoolde handwerk te doen in de wouden en in de mijnen. De broodrantsoenen werden meer dan gehalveerd. De omstandigheden verslechterden mede omdat de instroom van zeks (gevangenen) snel steeg onder invloed van de golf van arrestaties als resultaat van de Grote Zuivering. 
In de nieuwe politieke sfeer werd opsluiting van vijanden niet meer als een toereikende maatregel beschouwd en werd eliminatie beter gevonden. Op 25 augustus 1937 vaardigde Jezjov schriftelijk een bevel uit aan de NKVD om alle streng beveiligde politieke gevangenen te executeren nadat hij op 30 juli 1937 reeds een order met executiequota voor diverse categorieën goelaggevangenen had gegeven. Speciale commissies NKVD'ers en later zogenaamde Trojka`s (bijvoorbeeld bestaande uit een hoge NKVD'er, een partijbons en een hoge beambte) voerden dit bevel in de goelagkampen uit en zagen respectievelijk toe op de uitvoering ervan.
De productiviteit nam door deze regimeverzwaring sterk af: de opbrengst van de NKVD-kampen nam van 3,5 miljard roebel in 1936 af tot 2 miljard roebel in 1937 en de industriële opbrengsten (Dalstroj etc.) namen af van 1,1 miljard tot 945 miljoen roebel. Oorzaken waren de toegenomen chaos en wanorde, het gebrek aan organisatie evenals het toenemend aantal zieke en stervende gevangenen. Zo erkende de Raad van Volkscommissarissen in 1939 dat ten minste 60% van de kampgevangenen aan pellagra of andere ondervoedingsziekten (zoals scheurbuik, beriberi) leed.
Nadat Jezjov van zijn post was ontheven, heeft Lavrenti Beria als nieuw hoofd van de NKVD de regimeverzwaring op onderdelen deels opgeheven met als doel het economische nut van de kampen weer te verhogen. Hij gaf bevel aan de kampcommandanten om meer gevangenen in leven te houden en ze beter te benutten. Hierdoor konden hoger geschoolden zoals ingenieurs en wetenschappers en andere 'specialisten' weer op productievere plaatsen ingezet worden. De ontmenselijking van de 'vijanden' bleef in het kampsysteem echter overheersen tot de dood van Stalin.

### Economie van de goelags
Het inzetten van dwangarbeid in afgelegen regio's was bedoeld om economische 'surplussen' op te leveren, bedoeld in de marxistische zin van 'meerwaarde' door voor de onvrije werkenden alleen het allernoodzakelijkste uit te geven (fors onder de normale arbeiderslonen) om daarmee producten te produceren met een aanzienlijke economische waarde. Dwangarbeid werd verondersteld meer mobiel inzetbaar te zijn dan ingehuurde arbeid omdat de dwangarbeiders snel in grote aantallen van het ene project naar het andere verplaatst konden worden. Dwangarbeid werd ook verondersteld als mobiele hulpbron economische overschotten te geven zonder verlies van arbeidsproductiviteit zoals wel het geval was bij normale ingehuurde arbeidskrachten. Strikte leiding en toezicht, zo werd gedacht en gehoopt, zouden dwangarbeid net zo productief maken als vrije arbeid.

Een andere belangrijke reden voor de goelags was, zoals uitgedrukt in een intern Goelagdocument, "de kolonisatie en industriële exploitatie van verafgelegen gebieden van de staat", namelijk daar waar normale arbeiders niet wilden wonen en werken vanwege de afgelegen ligging, het ontbreken van normale voorzieningen en het barre klimaat.
De goelagkampen waren aanvankelijk economisch bepaald niet winstgevend. Pas halverwege de jaren twintig werd door Naftali Frenkel, een gevangene op de Solovetski-eilanden die van onder af opklom tot kampcommandant van Solovetski, een manier gevonden om een gevangenenkamp te veranderen in een ogenschijnlijk winstgevende economische factor. Dit bereikte hij door de gevangenen eten te geven overeenkomstig de hoeveelheid werk die ze verzet hadden. Dit systeem is vervolgens door Jozef Stalin en Lazar Kaganovitsj in alle kampen in de gehele Sovjet-Unie doorgevoerd wat vervolgens geleid heeft tot miljoenen ongelukkigen die onder de zwaarste omstandigheden (honger, koude, slechte huisvesting, kleding en schoeisel) vreselijk zwaar werk verrichtten waarbij velen omkwamen. 
Het systeem van Frenkel was heel eenvoudig. Allereerst werden alle extraatjes en franjes stopgezet. De arbeiders (gevangenen) werden verdeeld in 3 groepen, overeenkomstig hun fysieke vermogens: degenen die zwaar werk konden doen, degenen die licht werken konden doen, en de invaliden. Elke groep kreeg een ander soort werk en vaste normen waaraan voldaan diende te worden (anders werd het rantsoen gehalveerd). Overeenkomstig de werklast werden ze gevoed met behoorlijk grote verschillen in rantsoen: de laagste groep kreeg ongeveer de helft van de hoogste. In de praktijk sorteerde dit systeem de gevangenen heel snel in degenen die zouden overleven en die zouden omkomen. Dit proces werd versneld doordat de werknormen vaak heel hoog lagen, zeker voor stadsmensen die nooit zwaar werk als bomen kappen, rotsen uithouwen, ermee sjouwen en slepen, et cetera hadden verricht.
In werkelijkheid heeft het dwangarbeiderssysteem van de Goelag nooit winst opgeleverd. Gevangenisarbeid is altijd veel minder productief dan vrije arbeid – een les die de Sovjets pas na de dood van Stalin hebben begrepen.

### Transporten
De transporten van zeks (gevangenen) werden op kleine schaal uitgevoerd in speciale boevenwagons (de zogenaamde Stolypinwagons, vaak gekoppeld aan verder normale treinstellen) waar de zeks opeen gepropt rechtop moesten staan. Op grote schaal gebeurde transport in meestal onverwarmde veewagons. Tijdens deze verplaatsingen, die soms weken duurden, kregen de gevangenen weinig voedsel en vooral weinig water wat bij aankomst soms tot grote verliezen bleek te leiden. Soms moest ook nog deels over zee gevaren worden (zoals naar Kolyma) met vrachtschepen waar de zeks dan onder in onverwarmde ruimen werden geborgen om vervolgens weken door zeeën vol ijsschotsen te varen zonder ventilatie en voldoende sanitaire voorzieningen en op een uiterst karig rantsoen. Zo kwamen van de transporten in het eerste jaar van Dalstroj-directeur Berzin de 16.000 gevangenen die naar Magadan (doorgangsplaats van de Kolymagoelag) reisden slechts 9928 levend aan (verlies van 38%), de overigen kwamen op doorreis naar het noorden, slecht gekleed, slecht beschermd, slecht gevoed, in zware winterstormen terecht waardoor nogmaals slechts de helft het jaar erop nog in leven bleek.

### Aantal slachtoffers
Volgens beschikbare statistieken, en bevestigd door Russische veiligheidsfunctionarissen, zijn in de periode 1929-1953 ongeveer 18 miljoen Sovjetburgers door de kampen gegaan (Nikita Chroesjtsjov noemde 17 miljoen, deze heeft dit destijds laten tellen om de misdaden van Stalin aan de kaak te kunnen stellen). Dit getal rekende daar buitenlanders en krijgsgevangenen niet bij. Hieraan moeten nog de gevallen van 'dwangarbeid zonder opsluiting' (speciale ballingen) zoals koelakken, Polen, Balten, Wolga-Duitsers en andere etnische minderheden aan toegevoegd worden. Het totaal aantal dwangarbeiders die door het Goelagsysteem gegaan zijn, komt daarmee op 28,7 miljoen.
Een historicus die op grond van de beschikbare archieven een telling heeft uitgevoerd van de aantallen doden in de stalinistische periode van 1929-1953 in de kampen en ballingsoorden (vlak voordat een gevangene leek te gaan sterven, werd deze na 1938 vaak ontslagen om de kampstatistiek qua sterfte niet te belasten), kwam totaal op 2.749.163 doden. Hierin zijn niet begrepen de verliezen bij transport, de massa-executies van 'politici' in bepaalde periodes in en buiten de kampen, de sterfte in de gevangenissen tijdens verhoor en verblijf, de executies ten gevolge van de 'rechtspraak' en executies vanwege pseudoredenen (zoals de door Stalin regelmatig uitgevaardigde executiequota), enzovoort. Een aantal van 786.098 politieke executies tussen 1934 en 1953 is geteld op basis van de huidige archieven. De aantallen in de jaren twintig, na 1953 tot in de jaren tachtig zijn onbekend.
Het aantal gevangenen in de goelagkampen en -kolonies bedroeg, volgens de documenten van de NKVD tussen 1930 en 1953 zoals geteld op 1 januari van ieder jaar, als volgt (deze gegevens stemmen overeen met andere gegevens uit de Sovjetbureaucratie en de meeste geleerden die zich in de kamparchieven hebben verdiept, zijn het over deze op bevel van Chroetsjov samengestelde telling wel eens):
| Jaar | Aantal    | Jaar | Aantal    |
| ---- | --------- | ---- | --------- |
| 1930 | 179.000   | 1942 | 1.777.043 |
| 1931 | 212.000   | 1943 | 1.484.182 |
| 1932 | 268.700   | 1944 | 1.179.819 |
| 1933 | 334.300   | 1945 | 1.460.677 |
| 1934 | 510.307   | 1946 | 1.703.095 |
| 1935 | 965.742   | 1947 | 1.721.543 |
| 1936 | 1.296.494 | 1948 | 2.199.535 |
| 1937 | 1.196.369 | 1949 | 2.356.685 |
| 1938 | 1.881.570 | 1950 | 2.561.351 |
| 1939 | 1.672.438 | 1951 | 2.525.146 |
| 1940 | 1.659.992 | 1952 | 2.504.514 |
| 1941 | 1.929.729 | 1953 | 2.468.525 |

Bovenstaande tellingen voor ieder individueel jaar zijn deels misleidend omdat ze het opmerkelijk grote verloop in het Goelagkampsysteem maskeren, ze zijn ook exclusief krijgsgevangenen (van wie er op een gegeven moment zo'n 4 miljoen waren) en zuiveringskampen. Gevangenen die onderweg waren, in gevangenissen (in de steden) zaten, nog in de justitiële pijplijn zaten, worden niet meegeteld. Maar ook alle uit de kampen naar verbanningsoorden afgevoerde gevangenen of die na vrijlating verplicht moesten blijven werken in de werkinrichtingen (zoals mijnen, houtkampen etc.) ter plaatse en diegenen die (meest) onvrijwillig tot kampbewaker of kampadministrateur werden gepromoveerd blijven buiten beeld, alsmede alle geëxecuteerde en gestorven gevangenen en diegenen die in de oorlogsjaren afgevoerd werden naar strafbataljons of naar andere eenheden van het Rode Leger gezonden werden.

### Na Stalin
Na de dood van Stalin in 1953 kwam meer dan de helft van de goelaggevangenen vrij. Gevangenen die tot 5 jaar gevangenschap of korter waren veroordeeld kregen in 1953 amnestie; in de praktijk betekende dit dat vooral de gewone criminelen werden vrijgelaten. In 1954 werden ook grote aantallen politieke gevangenen vrijgelaten, al werden deze vaak gedwongen zich nog enkele jaren in de nabijheid van het kamp te vestigen. De Goelag werd officieel ontbonden in 1960; het beheer over de kampen werd toen een taak van de KGB.

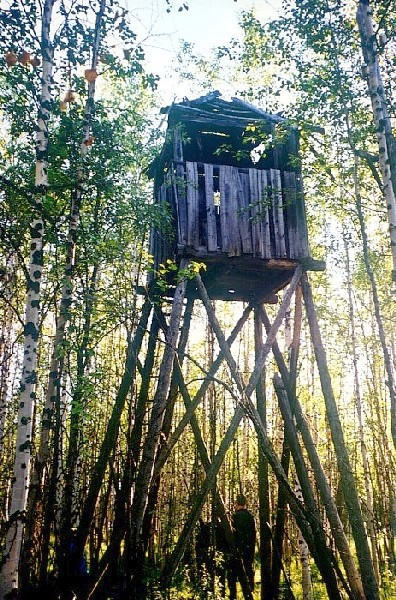
Wachttoren van een goelagkamp op ongeveer een uur vliegen van Toeroechansk ten oosten van de Jenisej. Onderdeel van "Projekt 503" van Stalin om een spoorweg door de toendra aan te leggen.
Coördinaten:

### Huidige situatie
Ook nu wonen nog mensen in sommige kampen. De afgelegenheid van bijvoorbeeld de kampen rond Vorkoeta en in de regio Kolyma rond Magadan, maakt transport duur en een gebrek aan alternatieven maakte dat veel ex-gevangenen gebleven zijn en soms nog steeds in de barakken wonen.
Ex-gevangenen hebben nog steeds posttraumatische stoornissen. Het concentratiekampsyndroom wordt vaak niet erkend in Rusland. Veel Russen willen liever niet herinnerd worden aan de gebeurtenissen van de Goelag of vergoelijken ze, wanneer ze terugdenken aan de 'goede tijd' van de Sovjet-Unie. In het postcommunistische Rusland verschillen gevangenissen soms weinig van de goelaggevangenissen, vele mensen zitten er op elkaar gepakt onder slechte omstandigheden. Voor relatief kleine vergrijpen kunnen nog steeds lange gevangenisstraffen worden opgelegd. In het postcommunistische Centraal-Azië worden ook nu nog grote groepen vanwege 'staatsgevaarlijke activiteiten' opgesloten.
De Russische organisatie Memorial ziet het als haar taak om de gebeurtenissen in de goelag vast te leggen om zo de herinnering eraan levend te houden.

## Aleksandr Solzjenitsyn
Een bekende gevangene van de Goelag was Aleksandr Solzjenitsyn, die het na zijn gevangenschap als zijn taak beschouwde om de herinnering aan de slachtoffers van het communisme in stand te houden. Zijn bekendste werk is het drieluik De Goelag Archipel, dat in eigen land uiteraard niet gepubliceerd werd, maar dat in het Westen in 1973 verscheen.
Toen Solzjenitsyn zijn "Goelag Archipel" schreef, had hij het over een geografisch eilandenrijk van werkkampen in de moerassen van Siberië. De beschrijving was ook metaforisch bedoeld: de archipel als eilanden van werkkampen omringd door de zee van een normale samenleving. Nog steeds worden de buitengewesten van Siberië beschouwd als eilanden, en spreekt men in die streken over het Europese deel van Rusland als over 'het continent'. De werkkampen lagen wijd verspreid op de meest afgelegen plaatsen als een "eilandenrijk" in onbegaanbare moerassen. Vaak waren ze slechts te bereiken via de Zee van Ochotsk in het uiterste oosten, en elders via – al of niet bevroren – rivieren, of per slede.